# Kamen no Maid Guy
Kamen no Maid Guy (仮面のメイドガイ?) es una serie manga de comedia escrita e ilustrada por Maruboro Akai. El manga comenzó la serialización en la revista mensual japonesa de manga shōnen Dragon Age en 2004. Una adaptación al anime dirigida por Masayuki Sakoi, y animada por Madhouse, salió al aire entre abril y junio de 2008.

## Argumento
Naeka Fujiwara es la nieta de un multimillonario y la heredera de su fortuna. Ella es perseguida por los que desean su herencia. Con el fin de protegerla de daños y garantizar su educación adecuada, el sorprendente y temible Kogarashi, el enmascarado "Maid Guy" es convocado.

## Personajes
Naeka Fujiwara (富士原 なえか Fujiwara Naeka?)
 Seiyū: Yuka Iguchi
La protagonista. Una estudiante de la escuela privada Shuuhou Seiha, clasificó al "Fukushou" (segundo al mando) del club de kendo de mujeres y en línea para una gran herencia. Naeka presenta un desafío único para Kogarashi; aunque atractiva y muy tetona para su edad (y la más grande del manga. Sólo en un sueño de Kōsuke su posición está en peligro por Fubuki), Naeka habla de caminar por la "ruta de la espada" principalmente como una guerrera para escapar de su traumático intento fallido en el amor donde ella envenenó accidentalmente a su amor platónico con un bento casero. Ella es independiente, testaruda, puede ser una cocinera letal, no muy brillante y gruesamente dice lo que piensa. Naeka sufre tanto con amigos como con enemigos por su figura y modales, y tiene que tolerar el exigente "servicio" de Kogarashi; pero a pesar de todo, ella todavía puede ser optimista y positiva. Se la representa como una buena espadachín y atacará violentamente a cualquier persona que la ofenda con una hoja en el acto, si es necesario, incluyendo a su propio hermano.
Kogarashi (コガラシ?)
 Seiyū: Rikiya Koyama
El "chico de la limpieza" del título, un hombre alto con superpoderes en un uniforme de sirviente con rasgos faciales que incluyen una sonrisa mostrando sus dientes afilados y ojos brillantes; también se le conoce por su siniestra "Kukukukuku" risa, la mayoría de los personajes le refieren como "Bakemono" a causa de ella. Kogarashi es audazmente confiado en sus numerosas habilidades "Maid Guy", desde cocinaR y limpiar la conectividad USB con visión de rayos X, incluso afirmando tener 37 sentidos. Él es sumamente fiel a Naeka, pero no tiene miedo de criticar sus defectos. También actúa de la misma manera hacia su compañera de limpieza, Fubuki. Irónicamente, el propio Kogarashi carece de cualquier sentido de espacio personal o de buenas costumbres; por lo tanto, normalmente no se representa como un pervertido en comparación con otros caracteres, por lo general el cepillado en el sexo opuesto, ya que era un animal lo que implica que está desorientado acerca de las mujeres; debido a que él es una fuente de problemas para el hogar, Fujiwara es la solución. Zenjurō incluso señala a Fubuki que el uso de Kogarashi para protegerla es como usar veneno para combatir el veneno; Fubuki incluso le dice a Naeka que lo trate como una bestia. A pesar de ser una persona amable de corazón (demostrando ayudar a varias personas en la ciudad con el permiso de su maestro), generalmente obtiene gestos de Naeka, así como Fubuki, en problemas no deseados y la humillación, lo que lleva a la mordaza del funcionamiento de la serie de él haber sido golpeado violentamente, sin embargo, cómicamente, por Fubuki y/o Naeka. Afirma que nunca se enferma y que se puede recuperar casi al instante de una lesión pero un silbato dado a Naeka por Fubuki puede hacerle daño y posiblemente matarlo, pero se rompe en el comienzo del segundo episodio (cuando Naeka cierra, accidentalmente, su cajón del escritorio).
Fubuki (フブキ?)
 Seiyū: Megumi Toyoguchi
Una criada hermosa de 19 años, que también se asigna a la familia Fujiwara. Ella tiene la tarea del cuidado diario de los Fujiwara, y mantener a Kogarashi bajo control. Ella tiene una gran habilidad como empleada doméstica y guardián, demostrando habilidades como ninja; Sin embargo, a pesar de todo esto, ella se conoce generalmente como "criada torpe" muy a su disgusto, la mayoría de ellos proceden de su compañero de limpieza, Kogarashi. También está implicado en el anime "se desnuda en estado de ebriedad", un hábito del que es muy consciente, pero trata de mantenerlo en secreto. Fubuki suele ser grave y tranquilo, pero no está por encima de la adulación y puede ser orgulloso a veces. Tanto en el manga y el anime, ella es muy reservada acerca de mostrar su cuerpo atractivo (que incluye un busto grande ... a pesar de que los pechos de Naeka son todavía más grandes), lo que resulta en muchos admiradores e incluye a Kosuke; y castigará rápidamente a Kogarashi para sus travesuras con un bate de béisbol de clavos, kunai o cualquier otra arma que lleva en su arsenal. En un momento dado se conoce como "la más grande doncella domadora de chicos del mundo."
Kōsuke Fujiwara (富士原 幸助 Fujiwara Kōsuke?)
 Seiyū: Daisuke Sakaguchi
Hermano de Naeka con un poco sobrepeso, fan de criadas y eroges. Él tiene buen carácter, y una rivalidad normal de hermanos con Naeka. Kōsuke parece llevarse mejor con su abuelo, y está muy agradecido por haber sido galardonado con Fubuki. A veces sus tendencias otaku lo meten en problemas con los demás. Cuando se ven obligados a la dieta, Kōsuke demuestra que es muy guapo.
Zenjurō Fujiwara  (富士原 全重郎 Fujiwara Zenjurō?)
 Seiyū: Mugihito
El abuelo rico y cariñoso de Naeka y Kōsuke. Preocupado de que tanto está en peligro su línea familiar, y de sus nietos sobrevivientes podrían deshonralos, Zenjurō contrata a las das criadas para garantizar su seguridad, así como la fortuna Fujiwara. Encargó un salón caro sólo para ver el partido de kendo de su nieta y se cierra la escuela por un día, mostrando la gran influencia que su familia tiene. Realmente ama a sus nietos e incluso también estaba dispuesto a tener un embajador y a su hijo deportado o arrestado por espionaje y no le importaba si todo se convertiría en un incidente internacional, porque el hijo del embajador tentó el culo de Naeka.
Eiko Izumi (和泉 英子 Izumi Eiko?)
 Seiyū: Emiri Katō
Amiga y compañera de equipo de Naeka en el club de kendo. Por lo general son vistos almorzando juntos o en la práctica con Miwa. Eiko suele ser el primero en gritar a su compañera de clase tetona por su superficialidad o comentarios egoístas. Ella es muy envidiosa del tamaño del busto de Naeka y cada vez que ella se molesta por los comentarios de Naeka que comúnmente ataca a su amiga agarrando sus pechos. Su deseo de senos más grandes es tal que de buena gana se convierte en esclava de mente controlada de Urashima Taro a cambio de que él utilizando sus poderes agrande el tamaño de su busto. Al mismo tiempo, Eiko disfruta de su amistad con Naeka, practicando para su club de kendo, buscando con ganas los últimos chismes, o si necesitan ayuda con el "maid café" donde ella y Miwa trabajan.
Miwa Hirano (平野 美和 Hirano Miwa?)
 Seiyū: Yu Kobayashi
Un amigo y compañero de clase de Naeka. Muchacho, de pelo corto y el miembro más racional del club de kendo, Miwa es un estudiante decentemente realizado. A pesar de que a veces sale como insensible a su amiga, el no niega la espada y la hábil determinación de Naeka. Él trabaja con Eiko en la cafetería de limpieza "D'Erlanger", que mantiene una rivalidad con una tienda vecina.
Club de Kendo Masculino
Tres chicos de la escuela privada Shuho Seiha que se presentan al azar en toda la serie. Ellos son un espectáculo desagradable para Naeka, ya que en voz alta y abiertamente proclaman su amor por su generoso busto. En el anime, no se conocen por su nombre, aunque lo hacen frente a su "líder" como tal. En el anime durante un tiempo en el que el "líder" perdió la memoria, él reveló que a él sólo le gustan los pechos de Naeka porque son de ella y se muestra cuando no tuvo ninguna reacción hacia otras mujeres con senos grandes, haciendo alusión a que tiene sentimientos más profundos de los que en ese entonces aman sólo las partes del cuerpo. Sin embargo, más tarde fue golpeado en la cabeza, lo que le hace olvidar todo el tiempo que estuvo con Naeka.
Saki Tabaruzaka (田原坂 沙希 Tabaruzaka Saki?)
 Seiyū: Yuko Kaida
Saki es otra chica que asiste a la escuela privada Shuho Seiha, que está enamorado de Naeka. Ella está tan obsesionada, ataca celosamente cualquier otra persona que intenta dar un vistazo a Naeka antes que ella. Los esfuerzos de Saki a veces son frustrados por Kogarashi, aunque se niega a hacerle daño directamente. Hasta el momento, ningún personaje se ha referido a Saki por su nombre en el anime.
Maguro Uomatsu
 Seiyū: Shirō Saitō
Un vendedor omnipresente de pescado, tanto en el manga y el anime. Uomatsu rara vez interactúa con el elenco directamente, pero sí reconoce la superioridad de Kogarashi y a veces su utilidad.
Elizabeth K. Strawberryfield (エリザベス·K·ストロベリーフィールド Erizabesu K Sutoroberīfīrudo?)
 Seiyū: Saki Fujita
Presentándose a sí misma como "Liz", ella es una estudiante de transferencia en la escuela privada Shuho Seiha. A trece años de edad es una niña prodigio de ascendencia inglesa, ella es extremadamente rica, una estudiante de kendo notable e inmediatamente trata a Naeka como su rival. Liz aprovecha todas las oportunidades y los recursos disponibles para humillar a Naeka, mostrando un fetichista de los pies ligeramente inquietante (que nunca se centra en el anime). Ella toma el personaje de "máscara de la fresa" como un disfraz, aunque todo el mundo puede saber fácilmente quién es. En el anime, después de su encuentro con Kogarashi, se convirtió en un miedo mortal de cuervos hasta el punto de que moja la cama.
Shizuku & Tsurara (シズク & ツララ?)
 Seiyū: Akemi Kanda (Shizuku), y Hiroe Oka (Tsurara)
Criadas ninjas gemelas que sirven a "Liz", al igual que "Maid Guy" & Fubuki. También son subordinadas de Hyochuka la "mujer enmascarada". Aunque ambos tienen veinte y tantos años de edad, Shizuku es la más joven de las dos. Ella tiene una tendencia a hablar fuera de turno de los demás, metiéndola a menudo en problemas. Tsurara es la gemela madura, la defensa de códigos muy estrictos de confidencialidad, la infiltración y la disciplina. Sin embargo, su actitud severa y la voz la hacen parecer mucho más vieja, arruinando sus disfraces. Shizuku normalmente está equipada con un par de grandes kunai, mientras que su hermana Tsurara ejerce una kusarigama.
Hendrick Strawberryfield (ヘンドリック·ストロベリーフィールド Hendorikku Sutoroberīfīrudo?)
Un joven sin complejos y poco profundo, obsesionado con los pechos grandes hasta el punto que le dará la bienvenida a las mujeres atendiendo a sus pechos. Hendrick utiliza un efecto hipnótico en sus ojos para comandar las niñas, que luego voluntariamente hacen y dicen cualquier cosa para complacerlo. Él también tiene la fortuna de su familia para explotar, pero a menudo es víctima de su propia concupiscencia de una sola mente. Esta fijación llevó a su hermana menor a tener un complejo de inferioridad de Liz por su complejo hermano, donde desprecia a cualquier chica con pechos grandes (por lo tanto su disgusto por Naeka).
Yoshie Arayashiki (荒屋敷 吉江 Arayashiki Yoshie?)
 Seiyū: Mayumi Yamaguchi
Una estudiante enorme y descarada de la escuela secundaria Shugendō, otra rival para Naeka, que constantemente le desafía cada vez que puede. Arayashiki está totalmente consumida por una necesidad de venganza, después de un partido vergonzoso con Naeka donde los resultados la dejaron desvestida (para horror de la audiencia). Naeka teme tener que arriesgar la ira de Arayashiki y sufrir la misma humillación, pero Kogarashi interviene cuando la situación se sale de control. Ella es una mujer muy grande y musculosa, con un temperamento violento, un temperamento que por lo general hace que ella se meta problemas causando que perdiera contra Naeka.
Kofujiwara Wabisuke  (荒屋敷 吉江 Wabisuke Kofujiwara?)
El sucesor en el peldaño más bajo de la herencia y considerado un rival de Naeka; Sin embargo, la mayoría no lo toman en serio. Él se refiere generalmente como un heredero secundario autodenominado con un estilo vanguardista, incluyendo un peinado extraño; debido a que Kogarashi detecta rápidamente, correctamente, una ambición emanando de él. Él es uno de los que ha enviado un asesino tras Naeka; en este caso, su propia criada Hyochuka. Se da a entender que después de obtener la herencia, quiere gobernar el mundo.
Hyochuka  (富士原 なえか Hyochuka?)
También conocida como "la mujer enmascarada", es la doncella de Kofujiwara, cuya fuerza y astucia son iguales a Kogarashi y Fubuki. La máscara que lleva es similar a la máscara de Kogarashi. Ella había amenazado al abuelo de Naeka y casi logra matar a Kogarashi utilizando un silbato falso que es similar al que Fubuki dio a Naeka. Shizuku y Tsurara, doncellas de "Liz", son algunas de sus subordinadas que le ayudan en las misiones. El resto de sus subalternos son sólo marionetas mecánicas que controla y utiliza en la batalla. Ella también puede encubrirse a sí misma para evitar la detección y escapar. Su principal objetivo es el asesinato de Naeka, para que Kofujiwara pueda obtener la herencia.
Arashi of Everlasting Youth (常若のアラシ Eikyū no Arashi?)
Presentada en el quinto tomo del manga, ella es una abuela muy juvenil y atractiva de Fubuki. Obtuvo el título de "maestra de la limpieza" de la academia donde presumiblemente Fubuki y otras sirvientas pasan por un entrenamiento riguroso. Arashi mantiene una fachada agradable y lúdica, pero puede ser temperamental, áspera con la disciplina y especialmente violenta si es llamada por su edad. Sorprendentemente, ella y Zenjurō son una pareja mutuamente romántica. Arashi es exclusivo del manga, sin apariencias o referencias en la serie de anime. (Ella aparece con un parche en el ojo al final del episodio 12, pero ella no tiene nombre y podría ser una hermana o familiar que se parece a Fubuki).
Urashima Taro (浦島 太郎 Urashima Tarō?)
El pervertido, espíritu obsesionado por los senos, de un antiguo pescador que vive en una isla desierta. Él se introduce en los episodios del manga posteriores, donde se revela que mientras vivía, ofendió a una diosa de gran pecho por sorprenderla fijándose en ella y en represalia selló su espíritu en una isla desierta donde él nunca sería capaz de mirar a los pechos de nuevo. En su primera aparición, cuando el elenco principal se fue de vacaciones a su isla, intenta hipnotizar a las mujeres de grande busto y las convierte en sus amantes; él tiene éxito controlando a Miwa, Eiko y Fubuki pero es golpeado en un combate por Naeka. Después, él se obsesiona con Naeka y hace varios intentos de esclavizarla, en una ocasión, él tiene éxito y temporalmente la convierte en su esclava. Él tiene la capacidad de establecer trampas complejas con sedales y anzuelos, la capacidad de hipnotizar y poseer a las personas, la capacidad de hacer que su cuerpo sea magnético a los pechos de las mujeres y la capacidad de agrandar los senos de la mujer.

## Lista de episodios
| #  | Título | Estreno             |
| -- | --- | ------------------- |
| 1  | «Gusto en conocerle, Amo!» «Hajimemashite da, Goshujin-sama!» (はじめましてだ、ご主人!)                                         | 5 de abril de 2008  |
| 2  | «Experto en amar pechos enormes» «Hakase no Ai Shita Kyonyū» (博士の愛した巨乳)                                                 | 12 de abril de 2008 |
| 3  | «¡¿El romance no se detiene?!» «Romantikku ga Tomaranai?» (ロマンティックが止まらない?!)                                        | 19 de abril de 2008 |
| 4  | «Tanga y pechos grandes» «Himo to Boin» (ヒモとボイン)                                                                          | 26 de abril de 2008 |
| 5  | «Maid ninpou, técnica de una chica de escuela secundaria» «Meido Ninpō, Joshikōsei no Jutsu» (メイド忍法 女子高生の術)          | 3 de mayo de 2008   |
| 6  | «Maid torpe que no mira hacia atrás» «Dojikko Meido wa Furimukanai» (ドジッ娘メイドは振り向かない)                              | 10 de mayo de 2008  |
| 7  | «Espada de Naeka Capítulo de entrenamiento en la montaña Kurama» «Naeka no Ken Kuramayama Shūgyō Hen» (なえかの剣 鞍馬山修行編) | 17 de mayo de 2008  |
| 8  | «¡Ese nombre es extraordinario! "¡Enmascarado Fresa!"» «Sono Nao wa Kaiketsu! Ichigo Kamen» (その名は怪傑!いちご仮面)           | 24 de mayo de 2008  |
| 9  | «Dulce servicio, en medio de la hendidura» «Amai go Hōshi Tanima no Naka ni» (甘いご奉仕 谷間の中に)                            | 31 de mayo de 2008  |
| 10 | «¡Objeto de multa!» «Fain wo Nerae!» (ファインをねらえ!)                                                                        | 7 de junio de 2008  |
| 11 | «Los senos de una noche de verano» «Manatsu no Yoru no Chichi» (真夏の夜の乳)                                                   | 14 de junio de 2008 |
| 12 | «Adiós, Querido sirviente!» «Saraba Itoshiki Meidogai!» (さらば愛しきメイドガイ!)                                               | 21 de junio de 2008 |

| #          | Título                                                            | Estreno                 |
| ---------- | ----------------------------------------------------------------- | ----------------------- |
| OVA (# 13) | «Verano y un lote de senos» «Natsu to mune no ōku» (夏と胸の多く) | 22 de diciembre de 2008 |